# Ellen Weinberg-Dreyfus
Ellen Weinberg-Dreyfus (ur. 1952) – amerykańska kobieta rabin, od 2009 roku przewodnicząca Centralnej Konferencji Amerykańskich Rabinów (CCAR).
Przez wiele lat stała na czele reformowanej kongregacji B'nai Yehuda Beth Sholom w Homewood w stanie Illinois. 12 lutego 2009 roku została wybrana na przewodniczącą Centralnej Konferencji Amerykańskich Rabinów, organizacji, związanej z nurtem judaizmu reformowanego, skupiającej około 2 tysięcy rabinów z całego kraju. Swoje obowiązki oficjalnie przejęła 28 lutego.